# John de Lancie
Pour les articles homonymes, voir John de Lancie (musicien).
John de Lancie est un acteur et producteur américain né le 20 mars 1948 à Philadelphie, en Pennsylvanie (États-Unis).

## Biographie
De Lancie est connu pour avoir joué le rôle du personnage Q dans différentes séries Star Trek. Son père était le hautboïste John de Lancie (1921-2002).
Il a reçu un diagnostic de dyslexie dans son enfance et, à ce titre, a lutté contre des difficultés de lecture tout au long de ses années scolaires, ne sachant réellement lire qu'à l'âge de 12 ans. Un de ses professeurs a recommandé à ses parents de l'encourager à envisager une carrière d'acteur. Il a commencé à jouer vers l'âge de 14 ans, jouant dans une production de lycée autour de "Henry V" de William Shakespeare. De Lancie a ensuite étudié le théâtre à la Kent State University (il était présent lors de la fusillade de Kent State le 4 mai 1970) et a obtenu une bourse à Juilliard. Il a joué dans de nombreuses productions scéniques, participant à des engagements tels que l'American Shakespeare Festival et le Mark Taper Forum, tout en établissant une carrière réussie dans le cinéma et la télévision.
De Lancie est marié à Marnie Mosiman et le couple a deux fils Keegan (né en 1984) et Owen (né en 1987).
De Lancie est un marin expérimenté, passant du temps sur l'océan Pacifique, ce qui, selon lui, "implique parfois des expériences très terrifiantes".
Il est ami de longue date avec Kate Mulgrew, ancienne de Star Trek.[32] Il est également très ami avec Richard Dean Anderson (MacGyver et de Stargate SG-1). Ils ont joué ensemble dans des épisodes des deux séries, ainsi que dans la série télévisée Legend de 1995.

### Activisme laïc
Élevé par des parents laïcs, de Lancie est un défenseur de l'athéisme, de la laïcité et de l'humanisme. De son éducation dans une école religieuse de Philadelphie, il se souvient d'avoir surtout associé la religion à la manipulation. Plutôt que de développer une perspective religieuse, il est devenu fasciné par un monde en constante évolution : 

« Je me demande si l'une des choses au cœur de la croyance en Dieu, ou non, a à voir avec le changement. J'ai appris à accepter le changement.  Personnellement, j'adore lire la section scientifique du journal tous les matins. J'admire la curiosité sans bornes de l'humanité. »

— .
Le 4 juin 2016, il s'est adressé aux participants au Reason Rally à Washington, D.C. S'exprimant en référence à son personnage de Star Trek, Q, il a déclaré :

« Je m'appelle John de Lancie et je suis un dieu. Au moins, j'en ai joué un à la télé. Et je suis ici pour vous dire, en tant que dieu, que j'ai été créé par des humains. Et les mots que j'ai prononcés ont été écrits par des hommes et des femmes... Mes créateurs ont pris grand soin de me faire briller au poste que j'occupe aujourd'hui. Et tout comme tous les dieux avant moi - Zeus, Baal, Yahweh - mes créateurs voulaient que vous croyiez vous-mêmes que j'étais le tout-puissant. L'alpha et l'oméga. À vrai dire, je n'existe pas plus que les milliers d'autres dieux que les humains ont créés, vénérés et pour lesquels ils sont morts depuis la nuit des temps. Mais si vous persistez à croire en moi, vous le faites à vos risques et périls. Je vous conduirai sur le chemin de l'ignorance, de l'intolérance et du sectarisme. Tout cela parce que vous croyez. »

— 
Le 14 juillet 2017, de Lancie a assisté au dévoilement d'une statue de Clarence Darrow au palais de justice du comté de Rhea, Dayton, Tennessee , le site du procès Scopes en 1925, où Darrow avait plaidé en faveur de l'enseignement de l'évolution et de l'éducation laïque.

## Filmographie

### Comme acteur

#### Cinéma
- 1976 : Legacy
- 1979 : Tueurs de flics (The Onion Field) : LAPD Lieutnant *2
- 1980 : L'Amour à quatre mains (Loving Couples) de Jack Smight : Alan
- 1989 : Blood Red (non-crédité)
- 1990 : Bad Influence de Curtis Hanson : Howard
- 1990 : Taking Care of Business : Ted Bradford Jr.
- 1991 : Missing Pieces : Paul / Walter Thackary
- 1991 : The Fisher King : Le Roi Pêcheur : TV executive
- 1992 : La Main sur le berceau (The Hand That Rocks the Cradle) de Curtis Hanson : Dr Victor Mott
- 1993 : Arcade (vidéo) : Difford
- 1993 : État second (Fearless) : Jeff Gordon
- 1994 : Schemes (vidéo) de Derek Westervelt : Arthur Martin
- 1995 : Evolver de Mark Rosman : Russell Bennett
- 1996 : Mes doubles, ma femme et moi (Multiplicity) de Harold Ramis : Ted
- 1997 : The First Men on the Moon (vidéo) : Jeremiah Bedford
- 1998 : Gen¹³ (vidéo) de Kevin Altieri : colonel John 'Jack' Lynch (voix)
- 1998 : Il faut sauver le soldat Ryan (Saving Private Ryan) de Steven Spielberg : Letter Reader (voix)
- 1998 : Star Trek World Tour : Q
- 2000 : Woman on top : Amour, piments et bossa nova (Woman on Top) : Alex Reeves
- 2001 : Nicolas
- 2001 : The Catch : Dr Fisher
- 2001 : Le Courtier du cœur (Good Advice) : Ted
- 2003 : Burl's (court métrage) : M. Cooper
- 2004 : Quality Time : Nathan Eastman
- 2004 : Patient 14 : Dr Gene Kramer
- 2004 : Men's Mix 1: Gay Shorts Collection (vidéo courte) : M. Cooper (segment Burl's)
- 2007 : Les cerfs-volants de Kaboul : barman (non-crédité)
- 2007 : À cœur ouvert (Reign over me) de Mike Binder : Nigel Pennington
- 2007 : Teenius : principal Senseman
- 2008 : Pathology de Marc Schölermann : Dr Quentin Morris
- 2009 : Ultimate Game : Chief of Staff
- 2009 : I You : Dick
- 2009 : Hypertension 2 : Fish Halman
- 2012 : Zombie Hamlet : Jerry
- 2012 : CLONED : The Recreator Chronicles : Dr Frank Miller
- 2013 : The Last Session (court métrage) : Frank Weems
- 2014 : The Moneymaker (court métrage) : interviewer
- 2014 : Topsy McGee vs. The Sky Pirates (court métrage) : M. Pepper
- 2015 : Mind Puppets

#### Télévision

##### Séries télévisées
- 1976 : Captains and the Kings (mini-série) (épisodes 8 : Chapter VIII) : Timothy Armagh
- 1977 : Police Story (saison 5, épisode 2 : Stigma) : Sergent Ralski
- 1977 : McMillan (McMillan and Wife) (saison 6, épisode 5 : Affair of the Heart) : Powell
- 1977 : Testimony of Two Men (mini-série) : Jerome Eaton
- 1977 : Aspen (mini-série) (épisode 2 : Aspen: Chapter II) : Ray Chilton
- 1977 - 1978 : L'Homme qui valait trois milliards (The Six Million Dollar Man) :
  - (saison 4, épisode 16 : La sonde de la mort : 2e partie) : Médecin
  - (saison 5, épisode 01 : Les Requins : 1re partie) : Plongeur
  - (saison 5, épisode 02 : Les Requins : 2e partie)
  - (saison 5, épisode 13 : Voyage dans le temps) : Sergent Chapman
  - (saison 5, épisode 14 : La Sonde meurtrière : 1re partie) : médecin de l'Air Force (non-crédité)
  - (saison 5, épisode 15 : La Sonde meurtrière : 2e partie) : médecin
- 1978 : Barnaby Jones (saison 6, épisode 21 : Terror on a Quiet Afternoon) : Mitchell Grady II
- 1978 : Switch (saison 3, épisode 14 : Coronado Circle) : Enseigne Ray Stevens
- 1978 : Black Beauty (mini-série) : Henry
- 1978 - 1979 : Emergency! :
  - (saison 7, épisode 01 : The Steel Inferno) : Dr Neil Colby, M.D. / F.A.C.S.
  - (saison 7, épisode 06 : The Convention) : Dr DeRoy
  - (saison 7, épisode 09 : What's a Nice Girl Like You Doing...?) : Dr DeRoy
- 1979 : Time Express (saison 1, épisode 1 : Garbage Man/Doctor's Wife) : John
- 1979 : Galactica (Battlestar Galactica) (saison 1, épisode 22 : Opération Terra) : Officier
- 1980 : Scrupules (Scruples) (mini-série : épisode 03) : Pierre Goodman
- 1981 : It's a Living (saison 2, épisode 4 : The Wedding) : Tom Morton
- 1981 : L'Homme à l'orchidée (Nero Wolfe) (saison 1, épisode 5 : J'aurais mieux fait de mourir) : Tom Irwin
- 1983 : Les oiseaux se cachent pour mourir (The Thorn Birds) (mini-série) : Alastair MacQueen
- 1983 - 1985 : Des jours et des vies (Days of our Lives) (13 épisodes) : Eugene Bradford
- 1986 : Arabesque (Murder, She Wrote) (saison 2, épisode 22 : Jeune cadre dynamite) : Binky Holborn
- 1986 : MacGyver (saison 1, épisode 20 : L'Évasion) : Brian Ashford
- 1986 : La Cinquième Dimension (The Twilight Zone) (saison 1, épisode 19b : Le Convoi de la mort)
- 1987 - 1994 : Star Trek : La Nouvelle Génération (Star Trek: The Next Generation) (8 épisodes) : Q
- 1988 : Trial and Error (en) (8 épisodes) : Bob Adams
- 1988 : Un flic à tout faire (saison 1, épisode 15 : High Noon) : Lucius Cain
- 1989 : The Nutt House (épisode pilote) : Norman Shrike
- 1989 : Gideon Oliver (saison 1, épisode 5 : Kennonite) : Lee Drexell
- 1989 : Christine Cromwell (saison 1, épisode 1 : À bout portant) : Everett Stevens
- 1989 : Mission impossible, 20 ans après (Mission: Impossible) (saison 5, épisode 01 : Le Tueur) : Matthew Drake
- 1991 : La Loi de Los Angeles (L.A. Law) (saison 5, épisode 15 : Les Bourreaux de Beverly Hills) : Mark Chelios
- 1992 : Guerres privées (Civil Wars) (saison 1, épisode 9 : Sans foi ni loi)
- 1992 : L'Équipée du Poney Express (The Young Riders) (saison 3, épisode 11 : La Blessure intérieure) : Lyle Wicks
- 1993 : Star Trek: Deep Space Nine (saison 1, épisode 7 : Moins Q) : Q
- 1993 : Matlock (saison 8, épisode 8 : Le Revenant : 1re partie) : Dr Albert Levinson
- 1993 : Time Trax (en) (saison 1, épisode 18 : Beautiful Songbird) : Gandolf Reicher
- 1993 : Batman (Batman: The Animated Series) : Eagleton
  - (saison 1, épisode 55 : Le Super Mécanicien)
  - (saison 1, épisode 59 : Ombres et Ténèbres)
- 1993 : La Légende de Prince Vaillant (The Legend of Prince Valiant) : voix
  - (saison 2, épisode 29 : L'Aurore)
  - (saison 2, épisode 33 : La Bague de vérité)
- 1995 : Legend (12 épisodes) : Janos Bartok
- 1996 : Un drôle de shérif (Picket Fences) (saison 4, épisode 22 : Trois mariages et pas d'enterrement) : procureur de district
- 1996 : Murder One (saison 1, épisode 13 : Chapter Thirteen) : Mitchell Garron, Esquire
- 1996 - 1997 : Les Aventures de Jonny Quest (The Real Adventures of Jonny Quest) (17 épisodes) : Dr Benton C. Quest (II) (voix) + autres rôles
- 1996 - 2001 : Star Trek: Voyager : Q
  - (saison 2, épisode 18 : Suicide)
  - (saison 3, épisode 11 : Q-uerelle de succession)
  - (saison 7, épisode 19 : En Q-uête de sens)
- 1997 : Extrême Ghostbusters (Extreme Ghostbusters) (saison 1, épisode 36 : Les Trois Crânes de cristal) : Kirilin (voix)
- 1997 : Les Anges du bonheur (Touched by an Angel) (saison 4, épisode 5 : La Sécheresse) : Justinian Jones
- 1997 : Working (épisode pilote) : Kevin
- 1997 : Jeux d'espions (Spy Game) (saison 1, épisode 8 : Ainsi se termine notre séance) : Dr David Lynk
- 1997 : Duckman: Private Dick/Family Man (saison 4, épisode 5 : From Brad to Worse) : Tyler Fitzgerald (voix)
- 1997 : Le Monde de Dave (Dave's World) (saison 4, épisode 14 : Spontaneous Combustion) : M. McFadden
- 1997 - 1998 : Fired Up : M. Lux
  - (saison 2, épisode 6 : Beat the Clock)
  - (saison 2, épisode 14 : Mission: and A-Hopin')
- 1997 - 2001 : The Practice : Bobby Donnell et Associés (The Practice) :
  - (saison 1, épisode 10 : Course avec le diable) : Dr Walsch
  - (saison 5, épisode 12 : Retour de bâton) : Walter Bannish
- 1998 : Ally McBeal (saison 2, épisode 10 : La Licorne) : Jackson Poile
- 2000 : Andromeda (Gene Roddenberry's Andromeda) :
  - (saison 1, épisode 11 : Un regard dangereux) : Oncle Sid Barry / Sam Profitt
  - (saison 3, épisode 4 : À qui profite le crime) : Sid Profit
- 2000 : Les Castors allumés (The Angry Beavers) (saison 4, épisode 03 : Canucks Amuck/Yak in the Sack) : Yak in the Sack (voix)
- 2000 : Secret Agent Man (saison 1, épisode 7 : Un nouveau monde) : Marshall Gilder
- 2000 : À la Maison-Blanche (The West Wing) : Al Kiefer
  - (saison 1, épisode 16 : 24 heures à L.A.)
  - (saison 1, épisode 20 : Minimum obligatoire)
- 2000 : Sports Night (saison 2, épisode 19 : April Is the Cruelest Month) : Bert Stors
- 2000 : Au-delà du réel : L'aventure continue (The Outer Limits) (saison 6, épisode 2 : L'Arme) : Donald Finley
- 2001 : Special Unit 2 (saison 2, épisode 05 : Le Roi des chaînons) : King of the Links
- 2001 : Max Steel : (voix)
  - (saison 1, épisode 1 : Strangers)
  - (saison 1, épisode 8 : Sharks)
  - (saison 2, épisode 2 : Fun in the Sun)
- 2001 - 2002 : Stargate SG-1 : Colonel Franck Simmons
  - (saison 5, épisode 3 : Ascension)
  - (saison 5, épisode 4 : Le Cinquième Homme)
  - (saison 5, épisode 11 : Ultime recours)
  - (saison 5, épisode 14 : 48 heures)
  - (saison 6, épisode 11 : Prométhée)
- 2002 : Le Protecteur (The Guardian) (saison 1, épisode 13 : Privilège) : Frank Newburg
- 2002 : Preuve à l'appui (Crossing Jordan) (saison 2, épisode 4 : Relevé de ses fonctions) : médecin légiste Thaxton
- 2002 - 2006 : Invader Zim : Agent Darkbootie
  - (saison 1, épisode 28 : Battle of the Planets)
  - (saison 2, épisode 3 : Mortos Der Soulstealer)
  - (saison 2, épisode 4 : ZIM Eats Waffles)
- 2003 : Duck Dodgers (saison 1, épisode 9 : La Lanterne verte) : Sinestro (voix)
- 2003 : Amy (saison 4, épisode 21 : L'Image de la perfection) : Dr Eagan
- 2004 : New York Police Blues (NYPD Blue) (saison 12, épisode 4 : Séparations de biens) : Scott Garvin
- 2004 : Division d'élite (The Division) (saison 4, épisode 5 : La Corde raide) : Tom Burke Senior
- 2004 - 2005 : Charmed : Fondateur Odin
  - (saison 7, épisode 02 : À l'école de la magie)
  - (saison 7, épisode 06 : Lune bleue)
  - (saison 7, épisode 10 : Démons et merveilles)
  - (saison 7, épisode 16 : Sept ans de réflexion)
- 2005 : The Closer : L.A. enquêtes prioritaires (The Closer) (saison 1, épisode 5 : Dossiers confidentiels) : Dr Dawson
- 2006 : FBI : Portés disparus (Without a Trace) (saison 5, épisode 10 : L'Espoir) : Brian Gaghan
- 2007 : Shark (saison 2, épisode 03 : Le Prix de la beauté) : Warren Kovak
- 2008 - 2009 : The Unit : Commando d'élite (The Unit) : Elliott Gillum
  - (saison 4, épisode 05 : Amazones)
  - (saison 4, épisode 20 : La Théorie du chaos)
- 2009 - 2010 : Breaking Bad : Donald Margolis
  - (saison 2, épisode 10 : Introspection)
  - (saison 2, épisode 12 : Vie et Mort)
  - (saison 2, épisode 13 : Effet papillon)
  - (saison 3, épisode 01 : Crash)
- 2011 : Torchwood (saison 4 : Torchwood : Le Jour du Miracle) : Allen Shapiro
  - (saison 4, épisode 08 : Le Bout du tunnel)
  - (saison 4, épisode 09 : Le Rendez-vous)
  - (saison 4, épisode 10 : La Fin du miracle)
- 2011 : The Secret Circle (saison 1, épisode 19 : Le Pouvoir des cristaux) : Royce Armstrong
- 2011 : Franklin and Bash (saison 1, épisode 09 : Délits mineurs) : Gallen
- 2011 : Los Angeles, police judiciaire (Law and Order: Los Angeles) (saison 1, épisode 19 : Bonne ou mauvaise foi ?) : Juge Avery Staynor
- 2011 : US Marshals : Protection de témoins (In Plain Sight) (saison 4, épisode 02 : Fou allié) : Ran Bachman
- 2011 : La Ligue des justiciers : Nouvelle Génération (Young Justice) (saison 1, épisode 03 : Bienvenue au port de plaisance) : M. Twister / Bromwell Stikk (voix)
- 2011 - 2019 : My Little Pony (My Little Pony: Friendship Is Magic) : Discord
- 2012 : Les Griffin (Family Guy) (saison 11, épisode 03 : Le vieil homme est amer) : Pewterschmidt Industries Executive (voix)
- 2012 : NTSF:SD:SUV (saison 2, épisode 5 : Time Angels) : Leo Da Vinci
- 2014 : Mentalist (The Mentalist) (saison 6, épisode 17 : La Bombe) : Edward Feinberg
- 2014 : Les Experts (CSI: Crime Scene Investigation) (saison 14, épisode 13 : Secret défense) : Général Robert Lansdale
- 2015 : Les nouveaux aventuriers (saison 2 épisode 6 : Le diable)
- 2020 : Star Trek: Lower Decks (épisode à venir) : Q
- 2022 : Star Trek : Picard : Q

##### Téléfilms
- 1977 : SST: Death Flight : Bob Connors
- 1977 : The Man with the Power : Clark
- 1978 : The Lazarus Syndrome : EKG Doctor (non-crédité)
- 1978 : The Bastard : Lieutenant Stark
- 1978 : Les Quatre Filles du docteur March (Little Women) de David Lowell Rich : Frank Vaughn
- 1980 : Patrouille de nuit à Los Angeles (Nightside) : Willy Pitts
- 1981 : The Miracle of Kathy Miller : Dr Christiansen
- 1986 : Houston: The Legend of Texas : John Van Fossen
- 1987 : On Fire de Robert Greenwald : Bobby
- 1989 : Get Smart, Again! : Major Waterhouse
- 1990 : Angel of Death de Bill L. Norton : Jeffrey
- 1994 : Without Warning (en) : Barry Steinbrenner
- 1994 : Deep Red (en) de Craig R. Baxley : Thomas Newmeyer
- 1995 : Never Say Never: The Deidre Hall Story : John de Lancie (non-crédité)
- 1996 : Raven Hawk : Stansfield
- 1997 : Choc en plein ciel (Final Descent) : Capitaine George W. Bouchard
- 1998 : The Lost World  : Lord John Roxton
- 1998 : You Lucky Dog : Lyle Windsor
- 1999 : Border Line : Rolf Berger
- 1999 : Le Train de l'enfer (The Long Island Incident) de Joseph Sargent : George Bouchard
- 2002 : The Big Time : Vaughn Clay
- 2004 : Lumière noire (Darklight) : Faith Director Chapel
- 2009 : Elf Sparkle Meets Christmas the Horse : Santa (voix)
- 2010 : Elf Sparkle and the Special Red Dress : Santa Claus (voix)

#### Jeux vidéo
- 1996 : Star Trek: Borg : Q
- 1997 : Interstate '76 : Antonio Malochio
- 1997 : Outlaws : Matthew 'Dr. Death' Jackson
- 1998 : Interstate '76 Arsenal : Antonio Malochio
- 1998 : Star Trek: The Game Show : Q
- 1999 : Planescape: Torment : Trias the Betrayer
- 1999 : Gabriel Knight : Énigme en pays cathare : Montreaux
- 2000 : Star Trek: ConQuest Online : Q
- 2011 : Assassin's Creed: Revelations : William Miles
- 2012 : Quantum Conundrum : Professor Fitz Quadwrangle
- 2012 : Assassin's Creed III : William Miles
- 2015 : Starcraft II : Legacy of the Void : Alarak
- 2018 : Payday 2 : Président des États-Unis
- 2024 : Dota 2 : Ringmaster [3]

### Comme producteur
- 2002 : Return to Area 51 (téléfilm)

### L'écriture
De Lancie a co-écrit le roman Star Trek I, Q avec Peter David, ainsi que co-écrit le roman Soldier of Light (avec Tom Cool). Il a écrit l'histoire de la bande dessinée DC The Gift. En 1996, avec Leonard Nimoy et le scénariste-producteur Nat Segaloff, de Lancie a formé et enregistré "Alien Voices", une collection de drames audio basés sur des histoires classiques de science-fiction et de fantasy, telles que The Time Machine et The Lost World.

## Distinctions

### Récompenses
- 1984 : Soap Opera Digest Awards du meilleur acteur dans un second rôle dans une série télévisée dramatique pour  Des jours et des vies (Days of our Lives) (1983-1985).
- 1985 : Soap Opera Digest Awards du meilleur acteur dans un second rôle dans une série télévisée dramatique pour  Des jours et des vies (Days of our Lives) (1983-1985).

### Nominations
- 1986 : Soap Opera Digest Awards du meilleur acteur comique dans une série télévisée dramatique pour  Des jours et des vies (Days of our Lives) (1983-1985).
- 2012 : BTVA People's Choice Voice Acting Awards de la meilleure performance vocale masculine en tant qu'invité dans une série télévisée d'animation pour My Little Pony : Les amies, c'est magique (2010-2020).
- 2012 : BTVA Television Voice Acting Awards de la meilleure performance vocale masculine en tant qu'invité dans une série télévisée d'animation pour My Little Pony : Les amies, c'est magique (2010-2020).
- 2015 : BTVA People's Choice Voice Acting Awards de la meilleure performance vocale masculine dans un second rôle dans une série télévisée d'animation pour My Little Pony : Les amies, c'est magique (2010-2020).
- 2015 : BTVA Television Voice Acting Awards de la meilleure performance vocale masculine dans un second rôle dans une série télévisée d'animation pour My Little Pony : Les amies, c'est magique (2010-2020).